# Ananias Diokno

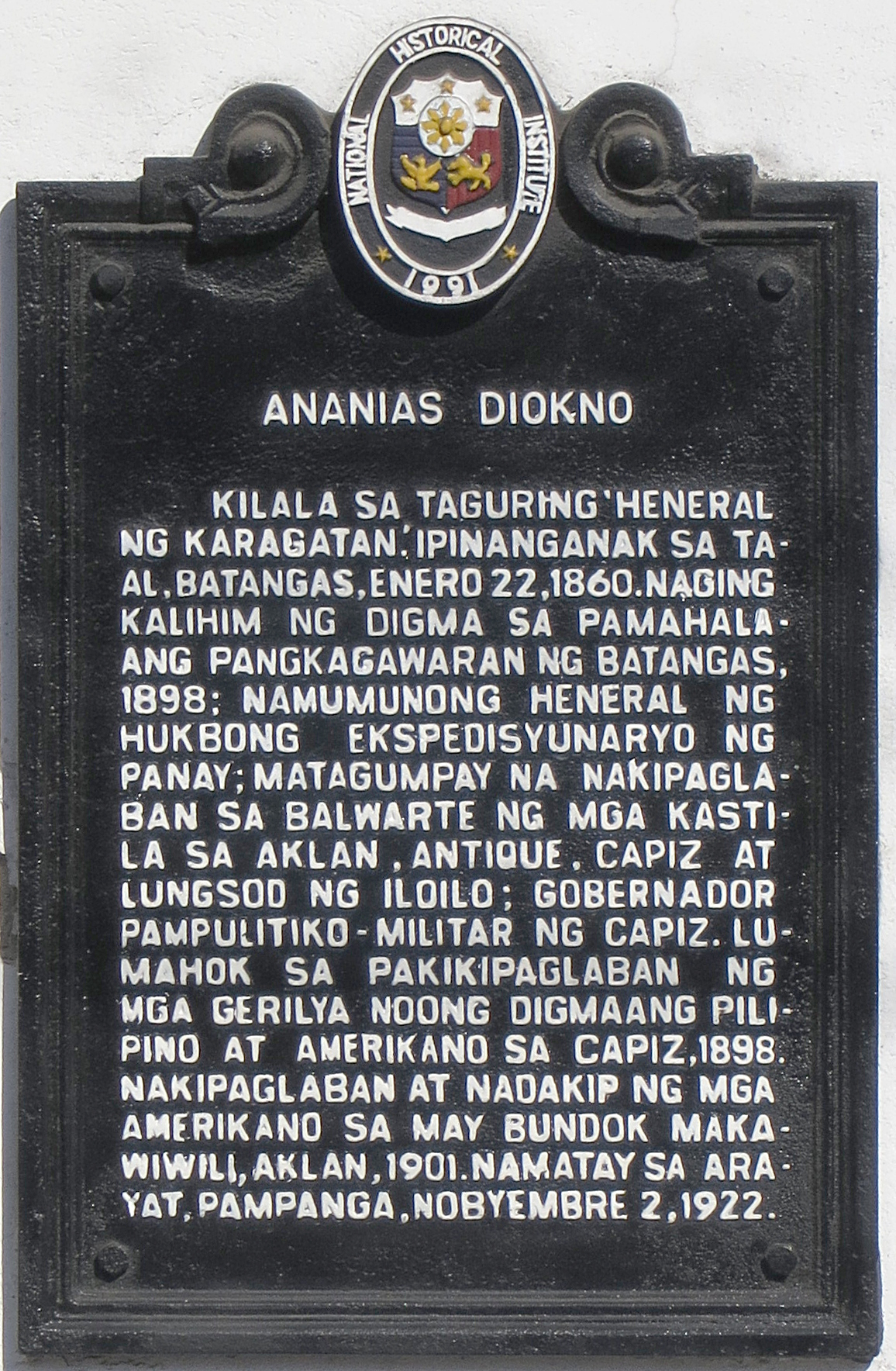
Gedenkplaat

Ananias Diokno (Taal, 22 januari 1860 – Arayat, 2 november 1922) was een Filipijnse generaal in de Filipijnse Revolutie en Filipijns-Amerikaanse Oorlog.

## Biografie
Ananias Diokno werd op 22 januari 1860 geboren in Taal, Batangas. Zijn ouders waren Angel Diokno en Andrea Noblejas, beide afkomstig uit prominente familie in Batangas. Over de vroege levensloop van Diokno is niet veel bekend. In 1895 deed hij voor het eerst van zich spreken toen hij samen met Felipe Agoncillo werd aangeklaagd door zowel de civiele als de kerkelijke autoriteiten wegens zijn anti-religieuze activiteiten en het hinderen van de Spaanse overheid.
Bij de uitbraak van de Filipijnse Revolutie werd in Indang een regionale regering gevormd. Miguel Malvar werd de commandant generaal en Eleuterio Marasigan was brigadegeneraal. Ananias Diokno op zijn beurt werd gekozen als minister van oorlog. Diokno leidde een expeditie naar de Visayas, waarbij men de Spanjaarden ter plekke wilde verslaan en het lokale verzet wilde organiseren. In 1898 organiseerde hij het Malaya Bataljon dat bestond uit enkele honderden mannen gelegerd op Mindoro, Marinduque, Camarines, Sorsogon en Romblon. In september 1898 versloegen troepen onder zijn leiding de Spaanse troepen in Capiz en Kalibo. Op voordracht van Apolinario Mabini werd hij door Emilio Aguinaldo benoemd tot gouverneur van Capiz.
Na het begin van de Filipijns-Amerikaanse Oorlog vertrok hij in december 1898 naar Jaro, Iloilo om daar tegen de Amerikanen te vechten. Hij weigerde zich in februari 1899 over te geven aan de Amerikanen en voerde nog ruim een maand een guerrillastrijd op Panay. Op 18 maart 1901 liep zijn guerrilagroep in een hinderlaag. De meeste van zijn mannen kwamen. Diokno was ernstig gewond en moest zich overgeven. Zijn overgave betekende het einde van het Filipijnse verzet op Panay. Op Luzon werd hij als een held onthaald door de bevolking. De Amerikanen boden hem de leiding over het Bureau of Agriculture aan. Hij weigerde echter en trok zich terug op zijn boerderij in Arayat, Pampanga, waar hij de laatste decennia van zijn leven doorbracht.
Ananias Diokno was getrouwd met Paulina Marasigan. Hun zoon Ramon Diokno werd later senator en rechter van het Filipijns hooggerechtshof.

## Bron
- Carlos Quirino, Who's who in Philippine history, Tahanan Books, Manilla (1995)